# Maíz lluteño

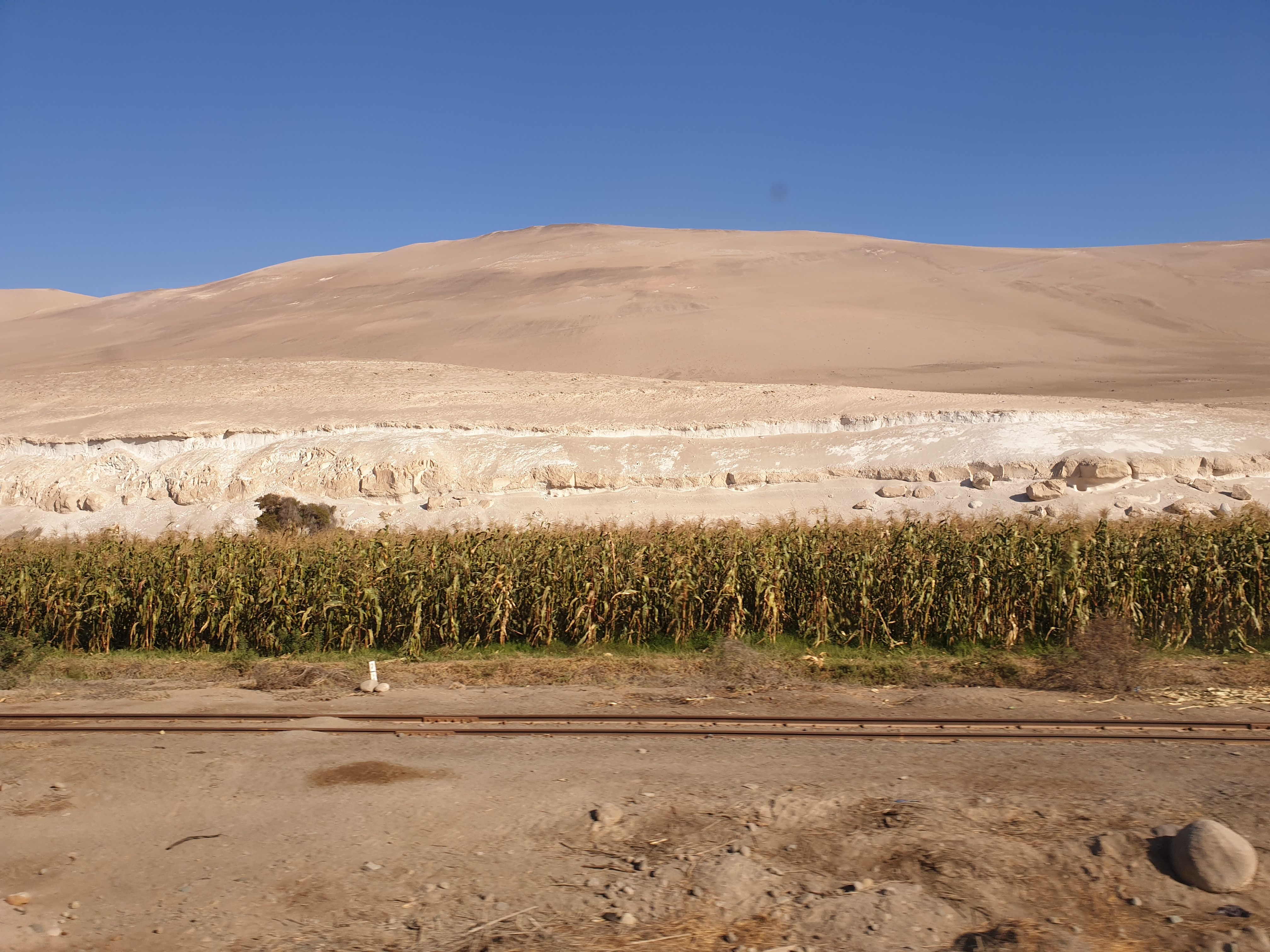
Cultivos de maíz en el valle de Lluta

El maíz lluteño es una indicación geográfica para el maíz producido en el valle de Lluta, ubicado a 10 km al norte de la ciudad de Arica, Chile. Este tipo de maíz, cuyo nombre científico es Zea mays tipo amyhace, tiene como característica sus mazorcas cortas, que pueden ser cónicas o cilíndricas, con granos redondos o puntudos de coloración variable que se presentan distribuidos en hileras de 14 o 18 unidades.
Presenta altos niveles de tolerancia a la salinidad y al boro característicos del suelo de la zona en donde se produce, y puede sembrarse en cualquier época del año. Su cultivo ocupa más del 60% de la superficie de uso agrícola del valle.